# Páka Jolán
Páka Jolán (asszonynév: dr. Naszvadiné) (Budapest, 1920. március 20. – Budapest, 2005. június 11.) opera-énekesnő (koloratúrszoprán) volt.

## Élete
Gyermekszínészként kezdte pályáját. Énekesként 17 évesen lépett fel először a Pesti Vigadóban. A Zeneakadémián csak egy évet végzett el, a második helyett 1941-ben a frissen alakult kolozsvári operatársulathoz szerződött. Itt Violetta Valery (Verdi: La Traviata) szerepében debütált. A kis társulatban fiatal kora ellenére sorra kapta a főszerepeket, közte kedvencét, Lakmét (Delibes). 1944-ben a színháznak a front elől Budapestre menekülő részéhez csatlakozott. 1945-ben szerződtette a Magyar Állami Operaház. Itt nagyrészt korábbi repertoárját énekelte.
A '40-es, '50-es években az egyik legtöbbet foglalkoztatott koloratúrszoprán az országban, pedig ebben a fachban népes gárda működött abban az időben. Az 1960 körül induló fiatalok azonban fokozatosan kiszorították a színpadról. 1963-ban, 43 évesen nyugdíjazták.

## Szerepei
| - Berté: Három a kislány – Médi - Delibes: Lakmé – címszerep - Donizetti: Lammermoori Lucia – címszerep - Donizetti: Don Pasquale – Norina - Erkel: Hunyadi László – Gara Mária - Flotow: Márta – címszerep - Humperdinck: Jancsi és Juliska – Juliska - Kacsóh: János vitéz – A francia királykisasszony | - Milhaud: Francia saláta – Rosetta - Mozart: Szöktetés a szerájból – Konstanza - Mozart: A varázsfuvola – Az Éj királynője - Offenbach: Hoffmann meséi – Olympia - Rossini: A sevillai borbély – Rosina - Johann Strauss d. S.: A denevér – Adél - Verdi: Rigoletto – Gilda - Verdi: La Traviata – Violetta Valéry |

## Filmje
- A színház szerelmese (1944)

## Díjai, kitüntetései
- 1946 – Román Kulturális Érdemrend II. fokozat